# (8397) Chiakitanaka
(8397) Chiakitanaka (1993 XO) – planetoida z grupy pasa głównego asteroid okrążająca Słońce w ciągu 4,16 lat w średniej odległości 2,58 au. Odkryta 8 grudnia 1993 roku.